# Curato

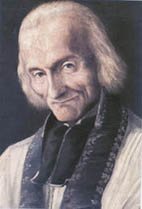
Juan María Vianney, el santo Cura de Ars

Curato se refiere al cargo de un cura (el presbítero con cura de almas en una parroquia), así como al territorio sobre el que, especialmente en el Antiguo Régimen, ejercía su jurisdicción espiritual y su capacidad de extraer rentas, que constituían su beneficio eclesiástico. De esa jurisdicción sacaba la congrua, la renta mínima con la que cada cura (o en su caso capellán) cubría su sustentamiento básico. Esto también podía ampliarse a las diferentes comunidades eclesiásticas, con lo que se garantizaba su mantenimiento. Así mismo había oficios civiles cuya renta se denominaba congrua. En el caso de que el cura, por estar secularizado o por estar unido a una comunidad, no pudiera percibir diezmos, se denominaba porción congrua a la cuota que percibía.
Para poder optar a un curato, los aspirantes debían presentarse a exámenes y demostrar diversas aptitudes.  Salían a concurso-oposición siguiendo las normas del Concilio de Trento, del concordato con la Santa Sede de 1851 y de los usos y costumbres del episcopado correspondiente. Existían cuatro tipos de curatos, dependiendo de la experiencia del candidato: De Entrada, de Primer Ascenso, de Segundo Ascenso, de Término.
Terminados los ejercicios y clasificados por los examinadores sinodales, se proponía, según el concordato de 1851, a la S.M. la Reina, a los que se juzgaran más idóneos para el desempeño del ministerio parroquial.